# Alliopsis freyi
Alliopsis freyi este o specie de muște din genul Alliopsis, familia Anthomyiidae. A fost descrisă pentru prima dată de Ringdahl în anul 1932. Conform Catalogue of Life specia Alliopsis freyi nu are subspecii cunoscute.